# ジョアン・マリオ
ジョアン・マリオ・ナヴァル・ダ・コスタ・エドゥアルド（João Mário Naval da Costa Eduardo, 1993年1月19日 - ）は、ポルトガル・ポルト出身のサッカー選手。SLベンフィカ所属。ポジションはミッドフィールダー。兄のウィルソン・エドゥアルドもサッカー選手。

## 経歴

### クラブ
2004年、当時11歳で強豪・スポルティングCPのユースへ入団。2011年12月24日のUEFAヨーロッパリーグ・SSラツィオ戦に出場し、Bチームに昇格する前にトップチームデビューを果たした。2012-13シーズンからBチームに昇格し、44試合2得点を記録した。
ヴィトーリア・セトゥーバルへの半年間のレンタル移籍を経て、2014年にトップチームに昇格。2014-15シーズンからはレギュラーに定着した。
2016年8月28日、セリエAのインテル・ミラノへ移籍。移籍金は4000万ユーロ。9月11日のペスカーラ戦でセリエAデビューを果たした。
2018年1月26日、プレミアリーグのウェストハム・ユナイテッドFCへシーズン終了までの期限付き移籍。シーズン終了後には保有元のインテル批判ともとれる発言をし、イングランドに残るかと思われていたが交渉がまとまらずインテルに復帰。構想外と報じられたがルチアーノ・スパレッティ監督の元でコンスタントに出場し、10月にはインテルにいられて幸せだと話したと報じられた。
2019年8月27日、FCロコモティフ・モスクワへのローン移籍が発表された。
2020年10月6日、スポルティングCPへのローン移籍が発表された。
2021年7月13日、スポルティングのライバルであるSLベンフィカと2026年までの契約を結んだ。

### 代表
ポルトガル代表として各年代でプレーし、U-15からU-21までの世代で計82試合に出場した。
2014年10月11日に行われたフランス代表との親善試合にてクリスティアーノ・ロナウドとの交代で76分から出場し、A代表デビューを果たした。2017年11月10日のサウジアラビアとの親善試合で代表初得点を挙げた。

## 個人成績
| 所属クラブ       | シーズン | リーグ | リーグ | 国内大会 | 国内大会 | 国際大会 | 国際大会 | 合計 | 合計 |
| 所属クラブ       | シーズン | 出場   | 得点   | 出場     | 得点     | 出場     | 得点     | 出場 | 得点 |
| ---------------- | -------- | ------ | ------ | -------- | -------- | -------- | -------- | ---- | ---- |
| スポルティングCP | 2012-13  | 1      | 0      | 0        | 0        | 0        | 0        | 1    | 0    |
| スポルティングCP | 2014-15  | 0      | 0      | 0        | 0        | 0        | 0        | 0    | 0    |
| 通算             | 通算     | 1      | 0      | 0        | 0        | 0        | 0        | 1    | 0    |
| ヴィトーリア     | 2014-15  | 15     | 1      | 1        | 0        | 0        | 0        | 16   | 1    |
| 通算             | 通算     | 15     | 1      | 1        | 0        | 0        | 0        | 16   | 1    |
| スポルティングCP | 2015-16  | 33     | 6      | 2        | 0        | 5        | 1        | 37   | 7    |
| スポルティングCP | 2016-17  | 1      | 0      | 0        | 0        | 0        | 0        | 1    | 0    |
| 通算             | 通算     | 34     | 6      | 2        | 0        | 5        | 1        | 38   | 7    |
| キャリア通算     |          |        |        |          |          |          |          |      |      |

## 代表歴

### 出場大会
- U-20ポルトガル代表
  - 2013年 - FIFA U-20ワールドカップ（ベスト16）
- U-21ポルトガル代表
  - 2015年 - UEFA U-21欧州選手権 (準優勝)
- サッカーポルトガル代表
  - 2016年 - UEFA EURO (優勝)
  - 2017年 - コンフェデレーションズカップ（3位）
  - 2018年 - FIFAワールドカップ（ベスト16）

### 試合数
- 国際Aマッチ 56試合 3得点（2014年-）[10]

| ポルトガル代表 | 国際Aマッチ | 国際Aマッチ |
| 年             | 出場        | 得点        |
| -------------- | ----------- | ----------- |
| 2014           | 2           | 0           |
| 2015           | 4           | 0           |
| 2016           | 17          | 0           |
| 2017           | 8           | 1           |
| 2018           | 11          | 1           |
| 2019           | 3           | 0           |
| 2020           | 0           | 0           |
| 2021           | 5           | 0           |
| 2022           | 5           | 1           |
| 2023           | 1           | 0           |
| 通算           | 56          | 3           |

### 得点
| #  | 日時           | 場所     | 相手           | スコア | 結果 | 大会     |
| -- | -------------- | -------- | -------------- | ------ | ---- | -------- |
| 1. | 2017年11月10日 | ヴィゼウ | サウジアラビア | 3-0    | 3-0  | 親善試合 |
| 2. | 2018年5月28日  | ブラガ   | チュニジア     | 2-0    | 2-2  | 親善試合 |

## タイトル

### クラブ
スポルティングCP
- タッサ・デ・ポルトガル : 1回 (2014-15)
- スーペルタッサ・カンディド・デ・オリベイラ : 1回 (2015)
- プリメイラ・リーガ : 1回 (2020-21)

### 代表
ポルトガル代表
- UEFA欧州選手権 : 1回 (2016)